# Sideritis mezgouti
Sideritis mezgouti là một loài thực vật có hoa trong họ Hoa môi. Loài này được Molero & J.M.Monts. mô tả khoa học đầu tiên năm 2006.